# Sans filet !
Sans filet ! est le dix-septième album de la série de bande dessinée Les Simpson, sorti le 18 janvier 2012, par les éditions Jungle. Il contient deux histoires : Les droits d’auteur ou la mort ! et Homer : La Bière en Héritage.